# Utopia: The Creation of a Nation
Pour les articles homonymes, voir Utopia (homonymie).
Utopia: The Creation of a Nation est un jeu vidéo de gestion de type city-builder développé par Celestial Software et initialement publié sur PC et Amiga par Gremlin Interactive en 1991. Le jeu a également été publié sur Atari ST par Jaleco et sur SNES par Epic/Sony Records. Le jeu se déroule dans un univers de science-fiction dans lequel le joueur doit coloniser différentes planètes puis développer ses colonies afin d’améliorer le niveau de vie de ses habitants. Sur chaque planète, le joueur est en compétition avec des races extraterrestres tentant elles aussi de développer leurs colonies,,.
Le jeu inclut dix scénarios correspondant chacun à une planète. Sur chacune d’entre elles, le joueur est en compétition avec une nouvelle race extraterrestre. Le jeu a fait l’objet d’une extension intitulée Utopia: The new worlds, également publié par Gremlin Interactive, qui inclut dix missions supplémentaires,.
Une suite, intitulée K240, a été publié en 1994.

## Accueil
| Utopia: The Creation of a Nation |      |       |
| Média                            | Pays | Notes |
| ACE                              | GB   | 92 %  |
| Amiga Action                     | GB   | 90 %  |
| CU Amiga                         | GB   | 94 %  |
| Gen4                             | FR   | 93 %  |
| Joystick                         | FR   | 92 %  |
| PC Gamer UK                      | GB   | 52 %  |